# College of Arms

Wapen van de College of Arms

Het College of Arms (ook genoemd The College of Heralds) is in Groot-Brittannië (met uitzondering van Schotland) en veel landen van het Engelse Gemenebest het van de kroon afhangend, verantwoordelijke orgaan voor de toepassing de regels en wetgeving op het gebied van de heraldiek, het zogenoemde wapenrecht.